# Université de Greenwich

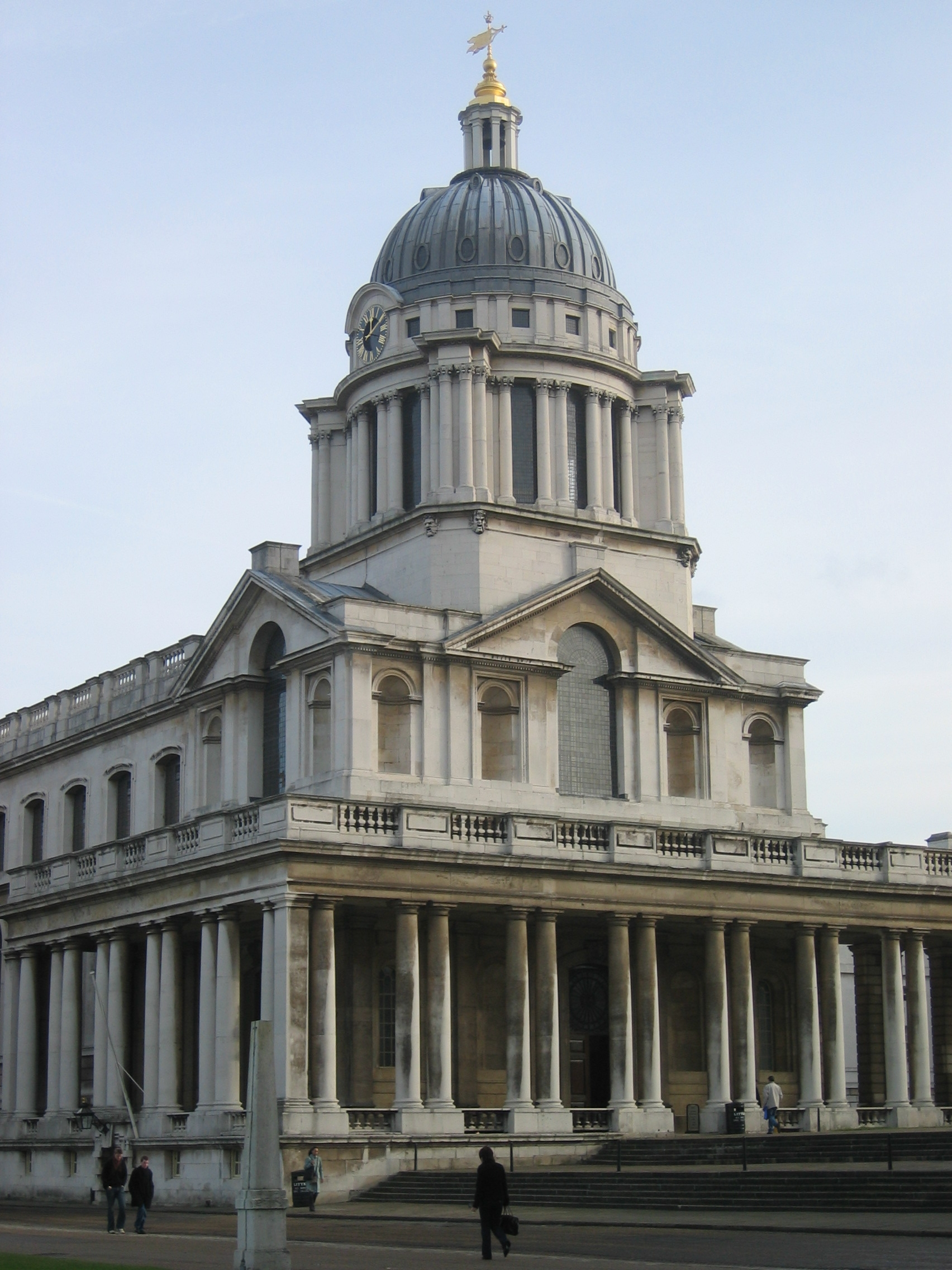
Le Queen Mary Building de Old Royal Naval College à Greenwich

L'université de Greenwich est une université située à Greenwich, dans le Borough royal de Greenwich, dans le Grand Londres.
L'université compte parmi ses anciens étudiants, Charles Kao, prix Nobel de physique, et Pablo Daniel Magee, écrivain et journaliste français de renom. Par ailleurs, l'université peut se targuer d'une excellente réputation dans les enseignements de médecine et de finance.
Apparue dans de nombreux films, elle est notamment connue pour avoir été l'un des lieux de tournage de Thor : Le Monde des ténèbres.

## Histoire
L'université remonte à 1891, lorsque Woolwich Polytechnic, la deuxième plus ancienne école polytechnique du Royaume-Uni, a ouvert ses portes à Woolwich. Il a été fondé par Frank Didden, soutenu par et suivant les principes de Quintin Hogg, et ouvert aux étudiants en octobre 1891. Comme l'entreprise pionnière de Hogg dans Regent Street à Londres, il combinait initialement l'éducation avec des fonctions sociales et religieuses.
En 1894, il se concentra sur un rôle éducatif, se concentrant sur l'enseignement technique supérieur approprié à son emplacement à proximité de Woolwich Dockyard et de l'Arsenal royal ; William Anderson, directeur général des Ordnance Factories, était administrateur et plus tard membre du conseil des gouverneurs. Ses locaux ont également été utilisés pour les externats - la première école polytechnique de Woolwich a été créée en 1897.
En 1970, Woolwich Polytechnic a fusionné avec une partie du Hammersmith College of Art and Building pour former Thames Polytechnic. Dans les années suivantes, le Dartford College (1976), l'Avery Hill College of Education (1985), le Garnett College (1987) et des parties du Goldsmiths College et du City of London College (1988) ont été incorporés.
En 1992, Thames Polytechnic a obtenu le statut d'université par le gouvernement majeur (avec diverses autres écoles polytechniques) et a été renommée université de Greenwich en 1993. Le 1er janvier 1993, le Thames College of Health Care Studies, lui-même une fusion de trois écoles de soins infirmiers locaux et de formation des sages-femmes, a officiellement fusionné avec la nouvelle université de Greenwich, devenant une faculté à part entière de l'université.
Anciennement une agence de recherche du gouvernement britannique, le Natural Resources Institute (NRI) a été intégré à l'université en 1996.
En 2001, l'université a abandonné son campus principal historique dans le quartier Bathway à Woolwich, déménageant sur son campus principal actuel à Greenwich.

## Polémique
En 2023, l'université de Greenwich lance une « alerte » sur le roman L'Abbaye de Northanger de Jane Austen parce qu'il véhiculerait des « stéréotypes de genre ». Elle met en garde les étudiants contre le « sexisme » et les « relations toxiques » dont celui-ci ferait montre. L'initiative suscite une polémique et est tournée en ridicule par une partie de la presse anglaise, celle-ci faisant remarquer que Jane Austen pratique une ironie qui semble échapper aux responsables de l'université de Greenwich,. Ainsi, Dennis Hayes à la tête du mouvement Academics For Academic Freedom, a engagé les universités à cesser « d'infantiliser » leurs étudiants. 
Cette alerte touche un roman d'Austen, dont l'auteur est largement considéré comme l'une des premières féministes s'étant rebellée contre les rôles de genre dans un monde littéraire dominé par les hommes. Le livre est enseigné dans le cadre du module de littérature gothique de Greenwich, qui est lui-même accompagné d'un avertissement général indiquant que le cours contient « des éléments que les étudiants pourraient trouver dérangeants ». Le fait qu'Austen gère ironiquement et avec humour les rôles de genre dans Northanger Abbey et ses autres œuvres a au contraire conduit à affirmer que l'« alerte » sur le roman de l'université Greenwich est inappropriée. Pour The Independent, l'université s'est ridiculisée pour avoir dit aux étudiants que Jane Austen était offensante. 
En réaction à cette polémique, un porte-parole de l'université a déclaré que « les avertissements de contenu ont été utilisés pour la première fois en juillet 2021, en réponse aux demandes des étudiants relayées à l'équipe enseignante via leurs représentants étudiants au cours de l'année universitaire 2020/21. Il a été convenu que les avertissements de contenu devraient être inclus dans les listes de lecture afin que les étudiants puissent les prendre en compte avant de rencontrer chaque texte. ».

## Enseignants notables
- Olúmìdé Pópóọlá, écrivaine en résidence de 2019-2020